# Gynoplistia (Gynoplistia) yanka theischingeri
Gynoplistia (Gynoplistia) yanka theischingeri is een ondersoort van de tweevleugelige Gynoplistia (Gynoplistia) yanka uit de familie steltmuggen (Limoniidae). De ondersoort komt voor in het Australaziatisch gebied.